# Pharoahe Monch
Troy Donald Jamerson (Queens, Nova Iorque, Estados Unidos em 31 de Outubro de 1967), mais conhecido pelo seu nome artístico Pharoahe Monch é um rapper estadunidense. Ele é conhecido por suas letras complexas, complexa performance, e interna e rimas multi-silábicas.